# Fornas
Fornas (en francès Fournes-Cabardès) és un municipi francès situat al departament de l'Aude i a la regió d'Occitània.